# 马诺斯·马努塞利斯
马诺斯·马努塞利斯（Manos Manouselis，1964年4月27日—）是一名希臘籃球教練。 

## 教练生涯
马努塞利斯的职业生涯始于20岁，从那以后便一直从事教练工作，在2004年曾任希腊U21男子籃球队教練。在2005年马努塞利斯率隊獲得U21男子世锦赛上获得了银牌，在2013年U16男子欧洲锦标赛上获得了铜牌。
马努塞利斯在2008至2010年担任奥林匹亚科斯篮球俱乐部的助理教练。在他任职期间，奥林匹亚科斯篮球俱乐部曾赢得了2010年希腊杯並一度闯入歐洲籃球聯賽决赛。
2010至2017年間，他也是希臘最大的籃球學校之一的Proteas Basketball Academy的主任，這所學校有600多名5至18岁的青少年在此學習籃球。在2012至2017年間，马努塞利斯也是希臘電視台Nova體育台的歐洲籃球聯賽技术分析师。
马努塞利斯在希腊篮球界享有盛誉，因为他時常能帶領球隊升入更高一級聯賽，此外他還獲得過11次年度最佳教练奖的殊荣。
2017年3月，他出任卡塔尔的阿爾薩德籃球隊教練，并仍然保留希腊國家男子籃球隊教练组成员一職。2019年來到CBA擔任上海大鯊魚助理教練。2020年接替李秋平任上海大鯊魚一線隊主教練，並執教到賽季結束。

## 執教經歷
| 年            | 球队                                       | 角色                              |
| ------------- | ------------------------------------------ | --------------------------------- |
| 1984年-1999年 | Faliro, Sporting, Akadimia（希腊）         | 主教练                            |
| 1999年-2005年 | Panellinios B.C.（希腊）                   | 主教练                            |
| 2004年-2005年 | 希腊U21男子籃球队（希腊）                  | 主教练                            |
| 2006年-2007年 | 希腊U18男子籃球队（希腊）                  | 主教练                            |
| 2006年-2008年 | Peristeri B.C.（希腊）                     | 主教练                            |
| 2008年-2010年 | 奥林匹亚科斯篮球俱乐部（希腊）             | 帕纳约蒂斯·扬纳基斯的助理教练     |
| 2010年-2014年 | 希腊U16男子籃球队（希腊）                  | 主教练                            |
| 2014年-2015年 | 希腊U20男子籃球队（希腊）                  | 主教练                            |
| 2015年-2016年 | 希腊U16男子籃球队（希腊）                  | 主教练                            |
| 2016年至今    | Hellenic Basketball Federation（希腊）     | 教练组成员                        |
| 2017年-2019年 | 阿爾薩德籃球隊（卡塔尔）                   | 主教练                            |
| 2019年至今    | 上海久事大鲨鱼篮球俱乐部（中華人民共和国） | 助理教练 一線隊執行主教練（2020） |

## 榮譽
俱乐部
- 希臘女籃杯冠军（1995）。
- 希臘女籃聯賽冠军（1992-1996）。
- 希臘籃球乙級聯賽冠军 （1998-2001,2003,2004,2007）。
- U21世界青年籃球錦標賽第二名（2005）。
- 歐洲籃球聯賽半決賽（2009）。
- 希臘杯冠军（2010）。
- 歐洲籃球聯賽亞軍（2010）。
- 男子U16萨卡里亚世界锦标赛（Men's U16 Sakarya World Tournament）第一名（2013）。
- 欧洲U16篮球锦标赛第三名（2013）。

個人榮譽
- 年度最佳联赛教练（11次）。